# Actidium coarctatum
Actidium coarctatum ist ein Käfer aus der Familie der Zwergkäfer (Ptiliidae). 

## Merkmale
Die Käfer erreichen eine Körperlänge von 0,5 bis 0,63 Millimetern. Ihr Körper ist fast matt, schwarz gefärbt. Die langgestreckten Deckflügel haben parallele Außenränder und sind braunschwarz gefärbt mit gelbbraun durchscheinenden Spitzen. Diese sind stumpf und breit abgerundet. Die Fühler und Beine sind gelb gefärbt. Der Halsschild ist kaum schmäler als die Deckflügel. Die Oberseite ist anders als bei Actidium aterrimum erkennbar punktiert und deutlicher fein behaart.

## Vorkommen und Lebensweise
Die Art ist halobiont und kommt an den Küsten des Atlantiks und des Mittelmeers vor. Die Verbreitung reicht von Irland und England über Frankreich, Spanien und Marokko bis nach Griechenland und Ägypten. Sie kommen auch an den Küsten der Niederlande, Deutschlands, Dänemarks und Schwedens vor. 